# Брехуненко Віктор Анатолійович
Віктор Анатолійович Брехуненко (нар. 7 листопада 1965, м. Долинська, Кіровоградської області) — український історик, доктор історичних наук (2000), професор (2005), завідувач відділу актової археографії Інституту української археографії та джерелознавства імені М. С. Грушевського НАН України .

## Життєпис

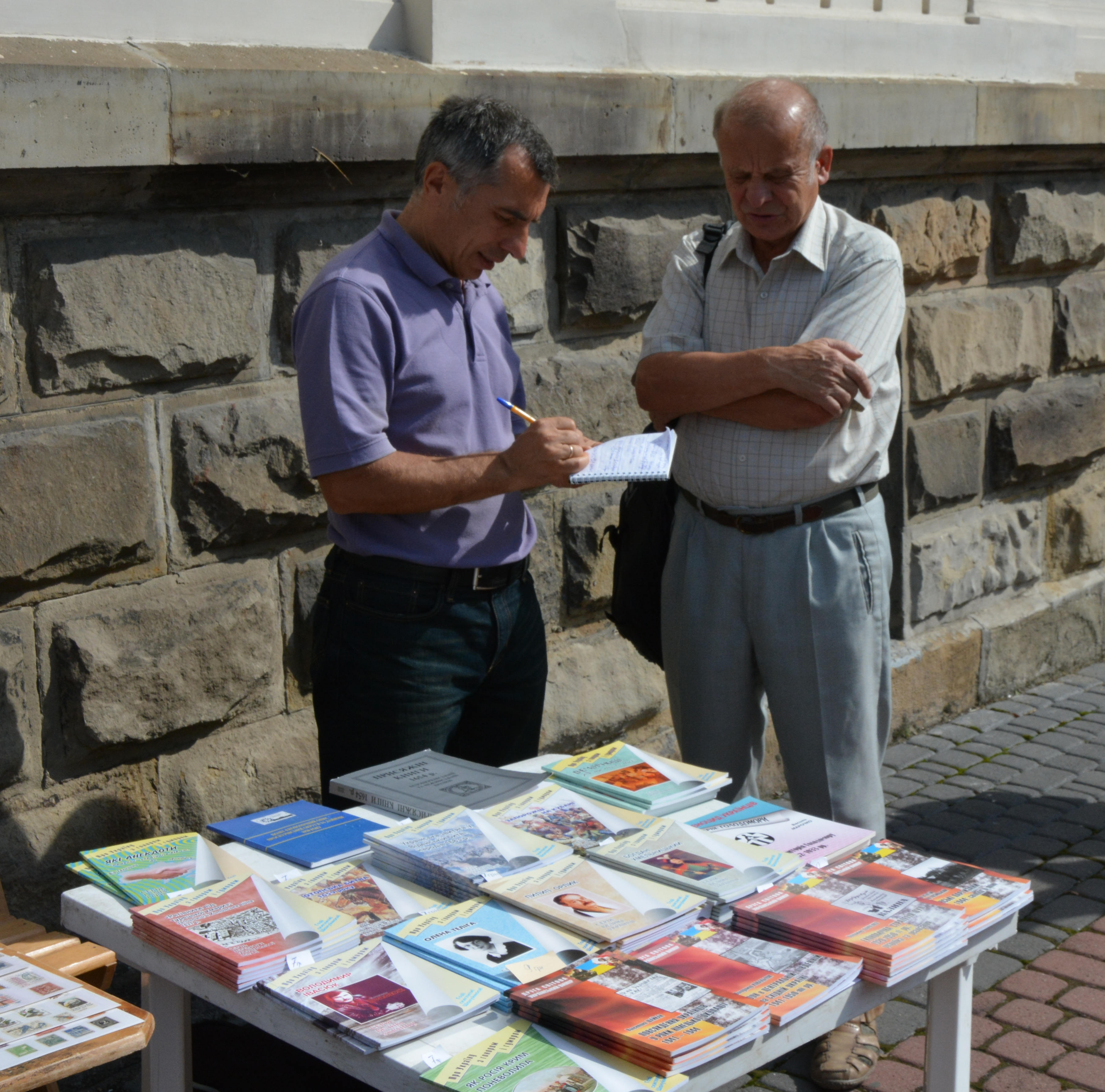
В. Брехуненко (ліворуч) на Форумі книговидавців у Львові, 2014 р.

Закінчив історичний факультет (1988) та аспірантуру Дніпропетровського державного університету (1990).
Досліджує ранньомодерні часи. Спеціалізується в ділянці історії українського козацтва, інших козацьких спільнот (донське, волзьке, яїцьке, гребінське, терське козацтва), Гетьманщини, українсько-російських стосунків. Автор археографічного проекту «Архів ранньомодерної української держави». Співавтор (разом із професором Анатолієм Бойком) трьох видавничих проектів науково-популярної літератури з історії: «Про Україну з гонором і гумором», «Геноцид українців», «Друга світова. Український вимір».

## Доробок
Автор понад 100 наукових праць.
Монографії
- Стосунки українського козацтва з Доном у XVI ‒ середині XVII ст. (Київ; Запоріжжя, 1999, 336 с.).
- Московська експансія і Переяславська рада 1654 року (Київ, 2005,386 с.).
- Козаки на Степовому Кордоні Європи. Типологія козацьких спільнот XVI — першої половини XVII ст. (Київ, 2011, 504 с.).
- Програна битва виграної війни: Битва під Берестечком 1651 року (Київ, 2013, 116 с.),
- «Дивна то і несказанна мужність…»: Козаки у Хотинській війні 1621 року (Київ, 2013 120 с.).
- Східна брама Європи. Козацька Україна середини XVII—XVIII ст. (Київ, 2014, 504 с.),
- Війна за свідомість: Російські міфи про Україну та її минуле (Київ, 2017, 280 с.).
- «Братня навала»: Війни Росії проти України у XII-XXI ст. / співавтори: В. Ковальчук, М. Ковальчук, В. Корнієнко, (Київ, 2016, 250 с.).
- Адвокати в судочинстві ранньомодерної української держави — Гетьманщини / співавтор І. Синяк, (Київ, 2017, 432 с.).
- Між конфронтацією та взаємодією: українсько-кримські та українсько-ногайські стосунки в XVII ‒ першій половині XX ст. / Співавтори Грибовський В., Мицик Ю., Піскун В., Синяк І., Тарасенко І./ За ред. В. Брехуненка. Інститут української археографії та джерелознавства ім. М. С. Грушевського НАН України (Київ, 2018. ‒ 344 с.).
- Україна й українці. Ім'я як поле битви (Київ, 2020, 280 с.).
- Просторові межі українського світу: комплекс уявлень та їхня реалізація в ранньомодерній Україні (XVI‒XVIII ст.) / співавтори П. Бойко, А. Заяць (Львів; Київ, 2023, 480 с.).
- Історичні  межі України та сучасні кордони українським коштом (Київ, 2025, 244 с.).

Збірники документів
- Джерела з історії Жовтоводської битви 1648 року /Упорядники В.Брехуненко, Ю.Мицик. — Київ;Запоріжжя, 1998. — 80с.
- Документи українського козацтва XVI — першої половини XVII ст.: універсали, листування, угоди, присяги / Упорядники В.Брехуненко та інші  (Київ, 2016. 608 с.).
- Архів ранньомодерної української держави т.1: документи колекції Олександра Лазаревського ч.1 (серія: документи Генерального військового суду та Генеральної військової канцелярії) / Упорядники В. Брехуненко, І. Тарасенко (Київ, 2019, 432 с.).
- Територія, мережа поселень, персональний склад запорозького козацтва середини 1770 ‒ початку 1780-х рр.: збірник документів / Упорядники В. Брехуненко, П. Бойко, А. Заяць, О. Амеліна (Львів; Київ, 2021, 544 с.).
- Еволюція складу населення Південної України останньої чвертів XVIII — початку ХІХ ст. в описово-статистичних джерелах: збірник документів / Упорядники В. Брехуненко, П. Бойко, А. Заяць, О. Амеліна (Львів; Київ, 2023, 584 с.)

Вибрані статті
- Соціальна боротьба в місті Остер наприкінці XVI — початку XVII ст. // Питання історії Придніпров'я. Масові та суспільно-політичні рухи. — Дніпропетровськ, 1990. — С. 13–23
- Проблема періодизації історії українського козацтва у працях М. Грушевського // Український історик. — 1991/1992. — № XXVIII/XXIX. — С. 229—234.
- Д. І. Яворницький про ґенезу та сутність української козаччини // Вчений-подвижник: Матеріали науково-практичної конференції, присвяченої 135-річчю з дня народження вченого. — Дніпропетровськ, 1991. — С. 27–29.
- Стосунки українського та донського козацтв у першій половині XVII ст. // Українське козацтво: витоки, еволюція, спадщина. Матеріали міжнародної наукової конференції, присвяченої 500-річчю українського козацтва. — К., 1993. — Вип. 1. — С. 76–82.
- Стосунки запорозького козацтва з Азовом у першій половині XVII ст. //Під знаком Кліо. На пошану Олени Апанович. — Дніпропетровськ, 1995. — С. 112—124.
- Військо Донське у планах українського гетьмана // Київська старовина. — 1995. — № 6. — С. 89–96.
- Витоки кримської політики Богдана Хмельницького // Український історичний журнал. — 1995. — № 4. — С. 87–92.
- Донське козацтво як чинник зовнішньої політики Богдана Хмельницького // Доба Богдана Хмельницького (до 400-річчя від дня народження Великого гетьмана). — Київ, 1995. — С. 120—142.
- Генеза політики Москви щодо України за доби гетьманування Богдана Хмельницького // Богдан Хмельницький та його доба: Матеріали міжнародної наукової конференції, присвяченої 400-річчю від дня народження Великого гетьмана. — Київ, 1996. — С. 52–59.
- Козацька вісь Дніпро — Дон: горизонти впливу (XVI — середина XVII ст.) // Запорозьке козацтво в пам'ятках історії та культури: Матеріали міжнародної науково-практичної конференції. — Запоріжжя, 1997. — С. 14–18.
- Роль українського козацтва в генезі донської козаччини і геополітичні інтереси України // Запорозьке козацтво в українській історії, культурі та національній свідомості: Матеріали міжнародної наукової конференції. — Київ; Запоріжжя, 1997. — С. 164—171.
- Козацько-польські домовленості XVI — першої половини XVII ст. // Гадяцька унія 1658 року. — Київ, 2008. — С. 49–66.
- Козацький традиціоналізм і Гадяцький дискурс // 350–lecie unii Hadziackiej (1658—2008). — Warszawa, 2008. — S. 69–87.
- Кримський ханат і Зборів 1649: ґенеза козацьких планів Іслам-Гірея // Od Zborowa do NATO. Stosunki polsko-ukraińskie od XVII do XXI wieku. — Poznań, 2009. — S. 46–68.
- Культ правителя у світобаченні християнських козаків у XVI — першій половині XVII ст. // Україна крізь віки. Збірник на пошану академіка НАН України, професора Валерія Смолія. — Київ, 2010. — С. 337—353.
- Християнські козаки і християнські сусіди: моделі поєднання (XVI — перша половина XVII ст.) // Покликання. Збірник праць на пошану професора о. Юрія Мицика. — Київ, 2009. — С. 97–130.